# Championnat de Belgique de football de quatrième division 1971-1972
Navigation
saison précédente saison suivante
Le Championnat de Belgique de football D4 1971-1972 est la vingtième édition du championnat de Promotion belge en tant que 4e niveau national.
La compétition ne laisse pas beaucoup de place au suspense dans trois des quatre séries. Le Racing Jet et le nouvelle constitué KV Kortrijk regagnent la place en Division 3 qu'ils avaient perdue à la fin de la saison précédente. Waremme, un autre habitué du troisième niveau, remporte son 3e titre en "D4". L'invité surprise est Looi Sport qui atteint la D3 pour la première fois de son Histoire.
Le Racing de Gand profite d'une fusion dans les étages supérieurs pour obtenir la montée via le tour final des deuxièmes classés.
Dans pratiquement tous les cas, les relégués sont assez rapidement repérés car concédant un retard vite insurmontable.

## Fusion
À la fin de la saison précédente, le K. Kortrijk Sport (matricule 19), qui termine en position de relégué en D3, fusionne avec son voisin du Stade Courtrai (matricule 161)  pour former le Koninklijke Voetbalclub Kortrijk ou KV Kortrijk sous le matricule 19.
Pour mémo, le "Stade Courtrai" avait joué sa 21e et dernière saison en séries nationales en Promotion en 1969-1970.

## Fusion - précision
Le Royal Stade Brainois (matricule 343), qui apparaît pour la première fois en séries nationales cette saison, est le fruit d'une fusion survenue en 1969, entre deux clubs locaux: la Royale Amicale Athlétique Brainoise (343) et l'Union Sportive Brainoise (2604).

## Changement d'appellation
À partir de cette saison, le K. Tubantia Borgerhout FC (matricule 64) adopte une appellation néerlandaise et devient leK. Tubantia Borgerhout VK (matricule 64).

## Clubs participants
Le nom des clubs est celui employés à l'époque. Les matricule renseignés en caractères gras existent encore en 2017-2018.

### Série A
| #  | Nom                                         | Mat. | Ville              | Stades             | Provinces     | En Prom depuis  | Total en Prom. | Saison précéd.              |
| -- | ------------------------------------------- | ---- | ------------------ | ------------------ | ------------- | --------------- | -------------- | --------------------------- |
| 1  | Racing Jet Bruxelles                        | 4549 | Jette              | annexe Heysel      | Brabant       | 1971-1972 (1re) | 4 saisons      | Div. 3 - Série B, 16e       |
| 2  | Koninklijke Sint-Genesius-Rode Sport        | 6    | Rhode-Saint-Genèse | ???                | Brabant       | 1966-1967 (6e)  | 15 saisons     | 6e Série B                  |
| 3  | Royal Uccle Sport                           | 15   | Uccle              | Chée de Neerstalle | Brabant       | 1965-1966 (6e)  | 6 saisons      | 9e Série B                  |
| 4  | Koninklijke Humbeek Football Club           | 39   | Humbeek            | ???                | Brabant       | 1970-1971 (2e)  | 4 saisons      | 6e Série D                  |
| 5  | Royal Gosselies Sports                      | 69   | Gosselies          | ???                | Hainaut       | 1970-1971 (2e)  | 6 saisons      | 8e Série A                  |
| 6  | Royale Union Sportive Lessinoise            | 102  | Lessines           | du Caillou Hubin   | Hainaut       | 1968-1969 (4e)  | 4 saisons      | 4e Série B                  |
| 7  | Royal Sporting Club Boussu-Bois             | 167  | Boussu             | Vedette            | Hainaut       | 1967-1968 (5e)  | 8 saisons      | 2e Série B                  |
| 8  | Royale Association Marchiennoise des Sports | 278  | Marchienne-au-Pont | Communal           | Hainaut       | 1970-1971 (2e)  | 10 saisons     | 12e Série A                 |
| 9  | Royal Sporting Club Union & Progrès Jette   | 474  | Jette              | ???                | Brabant       | 1964-1965 (8e)  | 12 saisons     | 13e Série B                 |
| 10 | Koninklijle Sport-Club Grimbergen           | 1021 | Grimbergen         | ???                | Brabant       | 1967-1968 (5e)  | 5 saisons      | 2e Série D                  |
| 11 | Koninklijke Hoger op Merchtem               | 2242 | Merchtem           | ???                | Brabant       | 1969-1970 (3e)  | 7 saisons      | 10e Série D                 |
| 12 | Bosquetia Football Club Frameries           | 2715 | Frameries          | ???                | Hainaut       | 1966-1967 (6e)  | 6 saisons      | 10e Série B                 |
| 13 | Football Club Overijse                      | 3028 | Overijse           | ???                | Brabant       | 1965-1966 (7e)  | 7 saisons      | 11e Série B                 |
| 14 | Football Club Denderleeuw                   | 5647 | Denderleeuw        | ???                | Fl. orientale | 1970-1971 (2e)  | 2 saisons      | 4e Série D                  |
| 15 | Royal Stade Brainois                        | 343  | Braine le Comte    | ???                | Hainaut       | 1971-1972 (1re) | 1 saison       | montant Province de Hainaut |
| 16 | FC Denderzonen Pamel                        | 4184 | Pamel              | ???                | Brabant       | 1971-1972 (1re) | 8 saisons      | montant Province de Brabant |

### Localisation – Série A
| \| Denderleeuw Pamel Grimbergen Humbeek Merchtem SCUP Racing Uccle Rhode-St-G. Overijse Braine-le-C. Lessines Boussu Frameries Gosselies Marchienne \| Localisation des clubs engagés en Promotion A 1971-1972 |
| Denderleeuw Pamel Grimbergen Humbeek Merchtem SCUP Racing Uccle Rhode-St-G. Overijse Braine-le-C. Lessines Boussu Frameries Gosselies Marchienne                                                               |

### Série B
| #  | Nom                                              | Mat. | Ville     | Stades       | Provinces  | En Prom depuis  | Total en Prom. | Saison précéd.              |
| -- | ------------------------------------------------ | ---- | --------- | ------------ | ---------- | --------------- | -------------- | --------------------------- |
| 1  | Royal Fléron Football Club                       | 33   | Fléron    | ???          | Liège      | 1968-1969 (4e)  | 13 saisons     | 2e Série A                  |
| 2  | Skill Racing Union Verviers                      | 34   | Verviers  | Bielmont     | Liège      | 1970-1971 (2e)  | 11 saisons     | 13e Série A                 |
| 3  | Royal Racing Football Club Montegnée             | 77   | Montegnée | ???          | Liège      | 1970-1971 (2e)  | 4 saisons      | 3e Série A                  |
| 4  | Association Sportive Herstalienne Société Royale | 82   | Herstal   | ???          | Liège      | 1967-1968 (5e)  | 10 saisons     | 7e Série A                  |
| 5  | Royale Jeunesse Arlonaise                        | 143  | Arlon     | Beau Site    | Luxembourg | 1963-1964 (9e)  | 13 saisons     | 6e Série A                  |
| 6  | Royal Stade Waremmien Football Club              | 190  | Waremme   | ???          | Liège      | 1968-1969 (4e)  | 8 saisons      | 4e Série A                  |
| 7  | Royal Blégny Football Club                       | 236  | Blégny    | ???          | Liège      | 1968-1969 (4e)  | 4 saisons      | 9e Série A                  |
| 8  | Royale Union Wallonne Ciney                      | 460  | Ciney     | Lambert      | Namur      | 1969-1970 (3e)  | 4 saisons      | 7e Série B                  |
| 9  | Royale Alliance Melen-Micheroux                  | 1249 | Melen     | ???          | Liège      | 1969-1970 (3e)  | 7 saisons      | 11e Série A                 |
| 10 | Royal Dinant Football Club                       | 1657 | Dinant    | Citadelle    | Namur      | 1967-1968 (5e)  | 7 saisons      | 12e Série B                 |
| 11 | Royal Racing Club Stockay-Warfusée               | 2239 | Stockay   | ???          | Liège      | 1970-1971 (2e)  | 5 saisons      | 10e Série A                 |
| 12 | Union Sportive Ferrières                         | 3449 | Ferrières | ???          | Liège      | 1966-1967 (6e)  | 6 saisons      | 5e Série A                  |
| 13 | Royal Football Club 1904 Malmundaria             | 188  | Malmedy   | ???          | Liège      | 1971-1972 (1re) | 1 saison       | montant Prov. de Liège      |
| 14 | Royal Cercle Sportif Andennais                   | 307  | Andenne   | Julien Pappa | Namur      | 1971-1972 (1re) | 14 saisons     | montant Prov. de Namur      |
| 15 | Royal Cercle Sportif Visétois                    | 369  | Visé      | ???          | Liège      | 1971-1972 (1re) | 3 saisons      | montant Prov. de Liège      |
| 16 | Bomal Football Club                              | 3205 | Bomal     | ???          | Luxembourg | 1971-1972 (1re) | 3 saisons      | montant Prov. de Luxembourg |

#### Localisation – Série B
| \| Liège: · R. Racing FC Montegnée · + · AS Herstalienne SR · R. Fléron FC Abréviations: · BLE = R. Blégny FC · M-M = R. All. Melen-Micheroux Waremme Stockay Liège BLE Visé M-M Verviers Ferrières Bomal Malmedy Ciney Andenne Dinant Ciney Arlon \| Localisation des clubs engagés en Promotion B 1971-1972 |
| Liège: · R. Racing FC Montegnée · + · AS Herstalienne SR · R. Fléron FC Abréviations: · BLE = R. Blégny FC · M-M = R. All. Melen-Micheroux Waremme Stockay Liège BLE Visé M-M Verviers Ferrières Bomal Malmedy Ciney Andenne Dinant Ciney Arlon                                                               |

### Série C
| #  | Nom                                               | Mat. | Ville             | Stades           | Provinces | En Prom depuis  | Total en Prom. | Saison précéd.            |
| -- | ------------------------------------------------- | ---- | ----------------- | ---------------- | --------- | --------------- | -------------- | ------------------------- |
| 1  | Royal Racing Club Tirlemont                       | 132  | Tirlemont         | Julien Bergé     | Brabant   | 1971-1972 (1re) | 1 saison       | Div. 3 - Série A, 16e     |
| 2  | Voetbal Club Westerlo                             | 2024 | Westerlo          | ???              | Anvers    | 1971-1972 (1re) | 3 saisons      | Div. 3 - Série A, 15e     |
| 3  | Koninklijke Daring Club Leuven                    | 223  | Kessel-Lo         | Koning Boudewijn | Brabant   | 1970-1971 (2e)  | 5 saisons      | 13e Série C               |
| 4  | Koninklijke Voetbal Vereniging Looi Sport         | 565  | Tessenderlo       | ???              | Limbourg  | 1966-1967 (6e)  | 12 saisons     | 2e Série C                |
| 5  | Sint-Jozef SK Rijkevorsel                         | 727  | Rijkevorsel       | ???              | Anvers    | 1970-1971 (2e)  | 2 saisons      | 11e Série C               |
| 6  | Koninklijke Wezel Sport Football Club             | 844  | Wezel             | Balen-Neetlaan   | Anvers    | 1969-1970 (3e)  | 11 saisons     | 5e Série C                |
| 7  | Koninklijke Football Club De Sportvrienden Nijlen | 1065 | Nijlen            | ???              | Anvers    | 1966-1967 (6e)  | 12 saisons     | 8e Série C                |
| 8  | Koninklijke Olympia Sporting Club Wijgmaal        | 1349 | Wijgmaal          | ???              | Brabant   | 1969-1970 (3e)  | 4 saisons      | 9e Série C                |
| 9  | Hoeselt Voetbal Vereniging                        | 2146 | Hoeselt           | ???              | Limbourg  | 1968-1969 (4e)  | 5 saisons      | 10e Série C               |
| 10 | Football Club Verbroedering Meerhout              | 2169 | Meerhout          | Weversberg       | Anvers    | 1967-1968 (5e)  | 5 saisons      | 6e Série C                |
| 11 | Hoogstraten Voetbal Vereniging                    | 2366 | Hoogstraten       | Seminarie        | Anvers    | 1964-1965 (8e)  | 8 saisons      | 2e Série C                |
| 12 | Zonhoven Vrij & Vlug                              | 2780 | Brée              | ???              | Limbourg  | 1970-1971 (2e)  | 2 saisons      | 12e Série C               |
| 13 | Football Club Heist Sportief                      | 2948 | Heist-op-den-Berg | ???              | Anvers    | 1968-1969 (4e)  | 12 saisons     | 4e Série C                |
| 14 | Koninklijke Football Club Verbroedering Geel      | 395  | Geel              | Leunen           | Anvers    | 1971-1972 (1re) | 9 saisons      | montant Prov. d'Anvers    |
| 15 | Sporting Houthalen                                | 2402 | Houthalen         | ???              | Limbourg  | 1971-1972 (1re) | 12 saisons     | montant Prov. de Limbourg |
| 16 | Voorwaarts Tienen                                 | 3229 | Tirlemont         | Kabbeeksepoort   | Brabant   | 1971-1972 (1re) | 8 saisons      | montant Prov. de Brabant  |

#### Localisation – Série C
| \| Westerlo Nijlen Heist Hoogstraten Rijkevorsel Wezel Meerhout Geel Looi Houthalen Wijgmaal D. Leuven RC Tirlemont V. Tirlemont Zonhoven Hoeselt \| Localisation des clubs engagés en Promotion C 1971-1972 |
| Westerlo Nijlen Heist Hoogstraten Rijkevorsel Wezel Meerhout Geel Looi Houthalen Wijgmaal D. Leuven RC Tirlemont V. Tirlemont Zonhoven Hoeselt                                                               |

### Série D
| #  | Nom                                              | Mat. | Ville          | Stades       | Provinces       | En Prom depuis   | Total en Prom. | Saison précéd.                   |
| -- | ------------------------------------------------ | ---- | -------------- | ------------ | --------------- | ---------------- | -------------- | -------------------------------- |
| 1  | Koninklijke Voetbalclub Kortrijk                 | 19   | Courtrai       | Guldensporen | Fl. occidentale | 1971-1972 (1re)  | 3 saisons      | Div. 3 - Série B, 15e            |
| 2  | Koninklijke Racing Club Gent                     | 11   | Gand           | E. Hiel      | Fl. orientale   | 1969-1970 (3e)   | 3 saisons      | 3e Série D                       |
| 3  | Royale Union Sportive Tournaisienne              | 26   | Tournai        | G. Horlait   | Hainaut         | 1962-1963 (9e)   | 11 saisons     | 9e Série D                       |
| 4  | Cappellen Football Club Koninklijke Maatschappij | 43   | Kapellen       | ???          | Anvers          | 1970-1971 (2e)   | 14 saisons     | 3e Série B                       |
| 5  | Koninklijke Tubantia Borgerhout Voetbal Klub     | 64   | Borgerhout     | Rivierenhof  | Anvers          | 1963-1964 (9e)   | 11 saisons     | 8e Série B                       |
| 6  | Koninklijke Vereniging Cerkel Sportief Ieper     | 100  | Ypres          | ???          | Fl. occidentale | 1961-1962 (11e)  | 17 saisons     | 5e Série D                       |
| 7  | Koninklijke Football Club Torhout                | 110  | Torhout        | Veledroom    | Fl. occidentale | 1969-1970 (3e)   | 3 saisons      | 8e Série D                       |
| 8  | Koninklijke Football Club Duffel                 | 284  | Duffel         | ???          | Anvers          | 1962-1963 (10e)  | 13 saisons     | 7e Série C                       |
| 9  | Koninklijke Hoboken Sport Kring                  | 285  | Hoboken        | ???          | Anvers          | 1969-1970 (3e)   | 16 saisons     | 5e Série B                       |
| 10 | Koninklijke Football Club Eendracht Zele         | 1046 | Zele           | ??           | Fl. orientale   | F 1970-1971 (2e) | 2 saisons      | 12e Série D                      |
| 11 | Koninklijke Football Club Meulebeke              | 1255 | Meulebeke      | ???          | Fl. occidentale | 1965-1966 (7e)   | 7 saisons      | 13e Série D                      |
| 12 | Voetbal Club Zwevegem Sport                      | 1349 | Zwevegem       | ???          | Fl. occidentale | 1970-1971 (2e)   | 6 saisons      | 11e Série D                      |
| 13 | Gullegem Sport Kring                             | 6216 | Gullegem       | ???          | Fl. occidentale | 1968-1969 (4e)   | 4 saisons      | 7e Série D                       |
| 14 | Koninklijke Football Club Poperinge              | 150  | Poperinge      | ???          | Fl. occidentale | 1971-1972 (1re)  | 1 saison       | montant Prov. de Fl. occidentale |
| 15 | Sport Kring 's Gravenwezel                       | 4536 | 's Gravenwezel | ???          | Anvers          | 1971-1972 (1re)  | 1 saison       | montant Prov. d'Anvers           |
| 16 | Voetbal Vereniging Eendracht Aalter              | 4763 | Aalter         | ???          | Fl. orientale   | 1971-1972 (1re)  | 1 saison       | montant Prov. de Fl. orientale   |

#### Localisation – Série D
| \| Anvers: · K. Tubantia Borgerhout FC · Cappellen FC KM · K. Hoboken SK Anvers 's Gravenwezel Duffel Aalter Zele RC Gent Zwevegem Torhout Gullegem Meulebeke VCS Ieper Poperinge Courtrai Tournai \| Localisation des clubs engagés en Promotion D 1971-1972 |
| Anvers: · K. Tubantia Borgerhout FC · Cappellen FC KM · K. Hoboken SK Anvers 's Gravenwezel Duffel Aalter Zele RC Gent Zwevegem Torhout Gullegem Meulebeke VCS Ieper Poperinge Courtrai Tournai                                                               |

## Classements & Résultats
- Le nom des clubs est celui employé à l'époque

Légende
- Clubs champions et promus en Division 3 la saison suivante
- Clubs qualifiés pour prendre part à un mini-tournoi de classement dans le cas où une place montant devait se libérer
- Clubs relégués en Première provinciale la saison suivante

Abréviations
 : Clubs relégués de « Division 3 » depuis la saison précédente 
: Clubs promus de Première provinciale depuis la saison précédente

### Classement final - Série A
| Rang | Équipe                           | Pts | J  | G  | N  | P  | Bp | Bc | Diff |
| ---- | -------------------------------- | --- | -- | -- | -- | -- | -- | -- | ---- |
| 1    | RACING JET BRUXELLES             | 45  | 30 | 20 | 5  | 5  | 64 | 26 | +38  |
| 2    | R.SC Boussu-Bois                 | 45  | 30 | 19 | 7  | 4  | 50 | 18 | +32  |
| 3    | FC Denderzonen Pamel             | 39  | 30 | 16 | 7  | 7  | 48 | 36 | +12  |
| 4    | K. Hoger-Op Merchtem             | 36  | 31 | 14 | 8  | 9  | 53 | 38 | +15  |
| 5    | R. SCUP Jette                    | 34  | 30 | 13 | 8  | 9  | 47 | 26 | +21  |
| 6    | K. Humbeek FC                    | 34  | 30 | 12 | 10 | 8  | 47 | 30 | +17  |
| 7    | K. SC Grimbergen                 | 32  | 30 | 10 | 12 | 8  | 32 | 21 | +11  |
| 8    | R. Stade Brainois                | 31  | 30 | 11 | 9  | 10 | 48 | 43 | +5   |
| 9    | FC Overijse                      | 28  | 30 | 9  | 10 | 11 | 26 | 32 | -6   |
| 10   | R. US Lessinoise                 | 27  | 30 | 12 | 3  | 15 | 37 | 51 | -14  |
| 11   | Bosquetia FC Frameries           | 27  | 30 | 10 | 7  | 13 | 32 | 41 | -9   |
| 12   | R. Ass. Marchiennoise des Sports | 24  | 30 | 10 | 4  | 16 | 26 | 52 | -26  |
| 13   | FC Denderleeuw                   | 24  | 30 | 8  | 8  | 14 | 45 | 51 | -6   |
| 14   | K. Sport Sint-Genesius-Rode      | 21  | 30 | 6  | 9  | 15 | 22 | 53 | -31  |
| 15   | R. Uccle Sports                  | 19  | 30 | 7  | 5  | 18 | 19 | 44 | -25  |
| 16   | R. Gosselies Sports              | 15  | 30 | 5  | 5  | 20 | 17 | 51 | -34  |

#### Résultats des rencontres – Série A
| Résultats (▼dom., ►ext.)                                   | BOU | BRA | DEN | FRA | GOS | GRI | HUM | RJB | SCU | LES | MAR | MER | OVE | PAM | SGR | UCC |
| R. SC Boussu-Bois                                          |     | 1-1 | 3-0 | 1-0 | 1-0 | 0-0 | 1-0 | 0-1 | 1-0 | 3-0 | 0-1 | 2-3 | 1-0 | 4-1 | 6-0 | 1-0 |
| R. Stade Brainois                                          | 0-3 |     | 6-4 | 1-2 | 4-0 | 0-0 | 2-1 | 1-3 | 4-1 | 1-2 | 2-1 | 2-1 | 1-1 | 1-1 | 0-0 | 0-0 |
| FC Denderleeuw                                             | 2-2 | 2-2 |     | 1-1 | 3-1 | 1-1 | 2-2 | 1-1 | 0-3 | 1-2 | 2-1 | 1-3 | 2-0 | 0-1 | 5-1 | 2-2 |
| Bosquetia FC Frameries                                     | 0-1 | 1-3 | 2-1 |     | 4-2 | 2-1 | 2-3 | 1-3 | 0-0 | 0-2 | 3-0 | 3-3 | 0-0 | 1-2 | 2-0 | 2-0 |
| R. Gosselies Sports                                        | 0-1 | 0-2 | 1-0 | 0-1 |     | 0-0 | 1-0 | 0-2 | 0-6 | 1-1 | 1-0 | 1-2 | 1-3 | 1-1 | 0-1 | 0-1 |
| K. SC Grimbergen                                           | 2-2 | 0-1 | 2-1 | 2-0 | 1-0 |     | 1-1 | 1-1 | 1-1 | 0-1 | 2-0 | 3-0 | 2-1 | 2-1 | 4-0 | 3-0 |
| K. Humbeek FC                                              | 1-2 | 1-1 | 1-0 | 1-1 | 1-1 | 0-0 |     | 1-0 | 2-2 | 2-0 | 5-1 | 3-1 | 9-2 | 2-0 | 2-1 | 3-0 |
| Racing Jet Bruxelles                                       | 2-0 | 5-1 | 2-0 | 3-0 | 4-0 | 1-1 | 0-1 |     | 2-1 | 5-1 | 5-0 | 2-1 | 1-2 | 2-1 | 4-1 | 1-0 |
| R. SCUP Jette                                              | 1-1 | 2-0 | 0-0 | 2-1 | 4-0 | 3-0 | 1-0 | 0-2 |     | 3-0 | 0-1 | 2-0 | 0-0 | 4-0 | 5-0 | 1-0 |
| R. US Lessinoise                                           | 0-0 | 0-6 | 4-2 | 0-1 | 1-2 | 1-0 | 1-0 | 1-3 | 5-1 |     | 3-1 | 1-2 | 1-0 | 0-3 | 1-0 | 2-2 |
| R.A. Marchiennoise des Sp.                                 | 0-2 | 2-1 | 0-5 | 3-0 | 1-1 | 0-2 | 4-0 | 1-4 | 2-0 | 1-0 |     | 0-3 | 1-1 | 0-0 | 0-1 | 1-0 |
| K. Hoger-Op Merchtem                                       | 0-1 | 2-1 | 2-3 | 0-1 | 2-1 | 2-0 | 0-0 | 4-0 | 0-0 | 2-1 | 1-1 |     | 2-0 | 1-1 | 6-1 | 5-2 |
| FC Overijse                                                | 1-2 | 3-1 | 1-0 | 0-0 | 1-0 | 1-1 | 0-0 | 1-2 | 1-0 | 1-0 | 4-0 | 1-3 |     | 0-0 | 0-0 | 0-1 |
| FC Denderzonen Pamel                                       | 2-5 | 1-2 | 2-1 | 2-0 | 2-1 | 1-0 | 3-2 | 2-2 | 2-1 | 3-1 | 4-1 | 1-1 | 1-0 |     | 2-0 | 2-0 |
| K. St-Genesius-Rode Sport                                  | 0-3 | 0-0 | 2-3 | 1-1 | 0-1 | 1-0 | 0-0 | 0-1 | 1-1 | 5-2 | 0-1 | 1-1 | 0-0 | 1-3 |     | 3-0 |
| R. Uccle Sport                                             | 0-0 | 3-1 | 0-1 | 3-0 | 1-0 | 0-0 | 0-3 | 2-1 | 0-2 | 0-3 | 0-1 | 2-0 | 0-2 | 0-3 | 0-1 |     |
| - Victoire à domicile - Match nul - Victoire à l'extérieur |     |     |     |     |     |     |     |     |     |     |     |     |     |     |     |     |

#### Résumé
La lutte pour le titre se résume à un long mano-à-mano entre trois formations: Racing Jet, qui descend de Division 3, Boussu-Bois et le néo-promu de Pamel. En fin de parcours, le club bruxellois émerge au nombre de victoires. Au niveau du maintien, il apparaît rapidement que Gosselies et Uccle Sport sont trop faibles. Le « matricule 15 » ucclois quitte les séries nationales après 60 ans de présence ininterrompue. Il n'y reviendra jamais avant sa disparition en 1990 (en 2014, Gosselies Sports n'est toujours pas revenu en nationale). Le troisième descendant est Sint-Genesius-Rode Sport qui est devancé par Marchienne auteur d'un terrible coup de rein entre la 21e et la 28e journée. C'est un petit événement en soi puisque le « matricule 6 » quitte les séries nationales où il évolue depuis la création du championnat en 1895 !

### Classement final - Série B
| Rang | Équipe                      | Pts | J  | G  | N  | P  | Bp | Bc | Diff |
| ---- | --------------------------- | --- | -- | -- | -- | -- | -- | -- | ---- |
| 1    | R. STADE WAREMMIEN FC       | 46  | 30 | 18 | 10 | 2  | 39 | 18 | +21  |
| 2    | R. UW Ciney                 | 36  | 30 | 17 | 2  | 11 | 36 | 26 | +10  |
| 3    | R. Dinant FC                | 36  | 30 | 15 | 6  | 9  | 63 | 51 | +12  |
| 4    | R. Fléron FC                | 32  | 30 | 12 | 8  | 10 | 40 | 34 | +6   |
| 5    | US Ferrières                | 32  | 30 | 12 | 8  | 10 | 49 | 44 | +5   |
| 6    | R. FC 1904 Malmundaria      | 31  | 30 | 11 | 9  | 10 | 46 | 47 | -1   |
| 7    | R. Blégny FC                | 31  | 30 | 10 | 11 | 9  | 31 | 27 | +4   |
| 8    | Bomal FC                    | 30  | 30 | 9  | 12 | 9  | 49 | 39 | +10  |
| 9    | R. CS Visétois              | 29  | 30 | 12 | 5  | 13 | 34 | 35 | -1   |
| 10   | R. Alliance Mélen-Micheroux | 29  | 30 | 12 | 5  | 13 | 32 | 39 | -7   |
| 11   | AS Herstalienne SR          | 29  | 30 | 9  | 11 | 10 | 44 | 35 | +9   |
| 12   | R. Racing FC Montegnée      | 28  | 30 | 9  | 10 | 11 | 29 | 32 | -3   |
| 13   | SRU Verviers                | 27  | 30 | 11 | 5  | 14 | 35 | 35 | 0    |
| 14   | R. Jeunesse Arlonaise       | 23  | 30 | 5  | 13 | 12 | 31 | 52 | -21  |
| 15   | R. CS Andennais             | 22  | 30 | 7  | 8  | 15 | 36 | 55 | -19  |
| 16   | RC Stockay-Warfusée         | 19  | 30 | 5  | 9  | 16 | 19 | 44 | -25  |

#### Résultats des rencontres – Série B
| Résultats (▼dom., ►ext.)                                   | AND | ARL | BLE | BOM | UWC | DIN | FER | FLE | HER | MAL | M-M | MON | STO | SRU | VIS | WAR |
| R. CS Andennais                                            |     | 1-2 | 0-0 | 0-4 | 0-2 | 1-1 | 4-1 | 2-3 | 1-0 | 2-4 | 3-1 | 1-0 | 2-0 | 0-1 | 2-0 | 1-1 |
| R. Jeunesse Arlonaise                                      | 4-0 |     | 0-0 | 0-0 | 0-1 | 2-4 | 1-1 | 1-1 | 1-1 | 1-1 | 1-1 | 2-2 | 1-1 | 3-2 | 1-0 | 3-3 |
| R. Blégny FC                                               | 4-1 | 5-4 |     | 0-1 | 1-0 | 5-1 | 1-1 | 0-1 | 1-1 | 3-1 | 0-1 | 1-1 | 0-0 | 1-0 | 0-0 | 0-0 |
| Bomal FC                                                   | 2-2 | 7-0 | 0-1 |     | 1-2 | 0-0 | 2-2 | 0-0 | 3-3 | 2-2 | 1-0 | 0-0 | 3-2 | 3-0 | 2-0 | 3-0 |
| R. UW Ciney                                                | 2-1 | 2-0 | 1-0 | 0-2 |     | 2-0 | 3-2 | 1-1 | 1-0 | 5-0 | 0-0 | 2-0 | 2-0 | 0-2 | 2-0 | 0-1 |
| R. Dinant FC                                               | 3-3 | 1-0 | 2-1 | 5-3 | 0-1 |     | 0-3 | 1-0 | 3-2 | 7-1 | 5-0 | 2-1 | 5-0 | 3-1 | 2-1 | 1-1 |
| US Ferrières                                               | 4-2 | 3-1 | 4-1 | 2-1 | 2-1 | 2-2 |     | 2-3 | 3-1 | 1-2 | 0-3 | 0-0 | 2-0 | 1-1 | 4-0 | 0-1 |
| R. Fléron FC                                               | 0-1 | 1-0 | 0-0 | 2-0 | 2-0 | 1-3 | 0-0 |     | 2-1 | 0-0 | 3-0 | 0-0 | 0-2 | 3-0 | 2-2 | 0-1 |
| AS Herstalienne SR                                         | 2-2 | 0-1 | 1-2 | 1-1 | 3-0 | 6-1 | 6-2 | 3-1 |     | 0-1 | 2-4 | 0-0 | 1-1 | 3-1 | 1-0 | 0-1 |
| R. FC 1904 Malmundaria                                     | 3-0 | 1-1 | 0-1 | 4-2 | 0-1 | 5-2 | 1-1 | 0-4 | 1-2 |     | 0-0 | 3-0 | 3-0 | 1-1 | 1-0 | 3-3 |
| R. All. Melen-Micheroux                                    | 2-2 | 3-0 | 0-0 | 2-1 | 0-2 | 1-5 | 3-1 | 4-2 | 1-3 | 1-0 |     | 0-1 | 1-0 | 1-0 | 1-1 | 1-2 |
| R. Racing FC Montegnée                                     | 0-0 | 3-0 | 1-0 | 2-2 | 2-1 | 2-0 | 2-3 | 1-2 | 0-0 | 1-1 | 1-0 |     | 3-0 | 2-1 | 0-1 | 1-2 |
| R. RC Stockay-Warfusée                                     | 3-0 | 0-0 | 1-1 | 2-0 | 0-1 | 3-3 | 1-0 | 0-1 | 0-0 | 0-3 | 1-0 | 0-1 |     | 0-0 | 1-3 | 0-0 |
| SRU Verviers                                               | 2-1 | 0-0 | 2-0 | 2-0 | 3-1 | 0-1 | 0-1 | 4-3 | 0-1 | 4-2 | 0-1 | 2-0 | 4-0 |     | 2-0 | 0-0 |
| R. CS Visétois                                             | 2-1 | 4-1 | 1-2 | 2-2 | 1-0 | 2-0 | 0-1 | 4-2 | 0-0 | 1-2 | 1-0 | 3-1 | 2-1 | 1-0 |     | 1-1 |
| R. Stade Waremmien FC                                      | 2-0 | 3-0 | 1-0 | 1-1 | 2-0 | 1-0 | 1-0 | 1-0 | 0-0 | 1-0 | 2-0 | 3-1 | 2-0 | 2-0 | 0-2 |     |
| - Victoire à domicile - Match nul - Victoire à l'extérieur |     |     |     |     |     |     |     |     |     |     |     |     |     |     |     |     |

#### Résumé
Si les premières journées semblent équilibrées, le Stade Waremme corrige rapidement son « 1 sur 4 » initial pour revenir dans le groupe de tête, avant de s'installer en tête en vue de la mi-parcours. Le « matricule 190 » est intraitable et creuse irrémédiablement l'écart. Les deux Namurois que sont Ciney et Dinant font mine de s'accrocher mais ne peuvent concurrencer les Hesbignons.
Derrière le trio de tête, les écarts restent souvent minimes. C'est ainsi que des formations comme Ferrières ou encore Fléron sont longtemps à la lutte pour le maintien mais émargent au « top 5 » au général final en raison d'une belle fin de championnat. À l'inverse, Melen-Micheroux ou Montegnée, passe du premier plan à l'anonymat du classement.
La bagarre pour le maintien occupe près de la moitié des équipes. Les montants d'Andenne paient cher le piétre « 2 sur 14 » enregistré de fin décembre à fin janvier. La Jeunesse Arlonaise termine un rien trop court, car ne gagnant aucune de ses huit dernières rencontres (4 partages). Même sanction pour Stockay-Warfusée dont le « 1 sur 16 » final est sans pardon. Jusqu'en 2014, c'est la dernière apparation du cercle de Saint-Georges-sur-Meuse en séries nationales.

### Classement final - Série C
| Rang | Équipe                        | Pts | J  | G  | N  | P  | Bp | Bc | Diff |
| ---- | ----------------------------- | --- | -- | -- | -- | -- | -- | -- | ---- |
| 1    | K. VV LOOI SPORT              | 43  | 30 | 16 | 11 | 3  | 57 | 21 | +36  |
| 2    | VC Westerlo                   | 39  | 30 | 16 | 7  | 7  | 45 | 29 | +16  |
| 3    | FC Heist Sportief             | 38  | 30 | 14 | 10 | 6  | 35 | 20 | +15  |
| 4    | FC Verbroedering Meerhout     | 37  | 30 | 17 | 3  | 10 | 47 | 33 | +14  |
| 5    | Hoeselt VV                    | 36  | 30 | 13 | 10 | 7  | 39 | 29 | +10  |
| 6    | K. FC Verbroedering Geel      | 36  | 30 | 12 | 12 | 6  | 31 | 20 | +11  |
| 7    | Hoogstraten VV                | 34  | 30 | 13 | 8  | 9  | 41 | 33 | +8   |
| 8    | R. RC Tirlemont               | 33  | 30 | 11 | 11 | 8  | 34 | 28 | +6   |
| 9    | Sporting Houthalen            | 31  | 30 | 11 | 9  | 10 | 45 | 44 | +1   |
| 10   | K. Daring Club Leuven         | 28  | 30 | 9  | 10 | 11 | 31 | 37 | -6   |
| 11   | Zonhoven VV                   | 27  | 30 | 8  | 11 | 11 | 26 | 31 | -5   |
| 12   | St-Jozef SK Rijkevorsel       | 26  | 30 | 7  | 12 | 11 | 38 | 32 | +6   |
| 13   | K. Olympia SC Wijgmaal        | 25  | 30 | 9  | 7  | 14 | 35 | 48 | -13  |
| 14   | K. Wezel Sport FC             | 21  | 30 | 7  | 7  | 16 | 27 | 46 | -19  |
| 15   | Voorwaarts Tienen             | 13  | 30 | 4  | 5  | 21 | 22 | 58 | -36  |
| 16   | K. FC De Sportvrienden Nijlen | 13  | 30 | 4  | 5  | 21 | 26 | 70 | -44  |

#### Résultats des rencontres – Série C
| Résultats (▼dom., ►ext.)                                   | GEE | HEI | HOE | HVV | HOU | DCL | LOO | MEE | NIJ | SJR | VWT | RCT | WES | WSP | WIJ | ZON |
| K. FC Verbroedering Geel                                   |     | 0-0 | 4-2 | 1-1 | 0-1 | 1-0 | 1-1 | 0-0 | 3-0 | 0-0 | 1-0 | 1-0 | 0-2 | 0-0 | 3-0 | 0-0 |
| FC Heist Sportief                                          | 0-1 |     | 0-1 | 2-4 | 3-1 | 0-1 | 2-2 | 1-0 | 1-0 | 2-0 | 2-0 | 2-0 | 2-1 | 3-0 | 2-1 | 3-0 |
| Hoeselt VV                                                 | 1-1 | 1-0 |     | 2-0 | 2-0 | 1-4 | 1-1 | 2-0 | 2-0 | 1-0 | 3-1 | 0-1 | 0-0 | 2-0 | 1-1 | 2-1 |
| Hoogstraten VV                                             | 0-0 | 0-1 | 2-2 |     | 2-0 | 0-0 | 2-1 | 0-2 | 1-0 | 1-1 | 5-0 | 2-0 | 3-0 | 2-0 | 2-0 | 0-1 |
| Sporting Houthalen                                         | 2-1 | 1-1 | 1-3 | 1-1 |     | 3-0 | 1-1 | 4-2 | 2-2 | 3-1 | 1-1 | 3-0 | 3-2 | 3-0 | 1-2 | 2-1 |
| K. Daring Club Leuven                                      | 2-0 | 1-1 | 0-0 | 2-0 | 1-1 |     | 0-0 | 0-1 | 5-1 | 1-1 | 1-0 | 0-3 | 1-3 | 1-1 | 0-2 | 0-0 |
| K. VV Looi Sport                                           | 2-0 | 1-1 | 1-2 | 2-1 | 5-1 | 3-1 |     | 2-1 | 4-0 | 2-1 | 6-0 | 1-1 | 1-1 | 3-0 | 0-0 | 2-0 |
| FC Verbroedering Meerhout                                  | 0-1 | 0-1 | 1-0 | 1-1 | 1-0 | 3-2 | 2-4 |     | 4-0 | 3-1 | 4-2 | 1-0 | 3-1 | 4-2 | 2-0 | 1-0 |
| FC SV Nijlen                                               | 0-1 | 2-2 | 2-2 | 2-4 | 2-4 | 0-0 | 0-3 | 2-3 |     | 1-2 | 1-0 | 1-0 | 0-1 | 0-1 | 5-0 | 1-4 |
| St-Jozef SK Rijkevorsel                                    | 1-1 | 1-1 | 0-0 | 0-1 | 1-1 | 4-1 | 0-1 | 1-2 | 4-1 |     | 5-0 | 3-1 | 1-2 | 0-0 | 6-1 | 1-1 |
| Voorwaarts Tienen                                          | 0-1 | 0-1 | 2-0 | 1-2 | 2-2 | 2-3 | 0-2 | 2-3 | 0-1 | 1-1 |     | 0-2 | 0-1 | 2-1 | 2-1 | 1-0 |
| R. RC Tirlemont                                            | 0-0 | 0-0 | 2-1 | 4-0 | 2-1 | 1-0 | 0-0 | 1-0 | 3-0 | 1-1 | 0-0 |     | 0-0 | 1-1 | 1-0 | 2-2 |
| VC Westerlo                                                | 2-1 | 1-0 | 1-1 | 3-0 | 0-1 | 0-0 | 0-3 | 1-0 | 7-1 | 1-0 | 3-1 | 2-2 |     | 2-0 | 2-1 | 2-1 |
| K. Wezel Sport FC                                          | 1-5 | 0-1 | 1-4 | 0-2 | 1-0 | 1-2 | 0-0 | 0-2 | 0-0 | 1-0 | 3-1 | 2-3 | 1-0 |     | 2-0 | 1-1 |
| K. Olympia SC Wijgmaal                                     | 2-2 | 0-0 | 1-0 | 2-0 | 3-0 | 3-0 | 2-1 | 2-0 | 6-1 | 0-0 | 1-1 | 2-2 | 0-2 | 1-7 |     | 0-1 |
| Zonhoven V&V                                               | 0-1 | 0-0 | 0-0 | 2-2 | 1-1 | 1-2 | 0-2 | 0-0 | 1-0 | 0-1 | 1-0 | 2-1 | 2-2 | 1-0 | 2-1 |     |
| - Victoire à domicile - Match nul - Victoire à l'extérieur |     |     |     |     |     |     |     |     |     |     |     |     |     |     |     |     |

#### Résumé
Après un début équilibré, un groupe de quatre se détache: Geel, Heist Sportief, Looi Sport et Westerlo qui descend de Division 3. Les écarts entre ces formations ne sont jamais importants jusqu'à l'amorce de la phase finale. Westerlo concède deux revers fatidiques que sa fin de championnat en boulet de canon ne peut corriger. Heist craque (1 victoire sur les 7 dernières rencontres) alors que Geel est à bout de souffle (1 victoire lors de la dernière journée après 8 matchs sans succès). Malgré une fin de championnat délicate (7 sur 12 avec 3 partages) Looi Sport décroche le titre.
À l'autre bout du classement, le montant Voorwaarts Tienen et le FC SV Nijlen sont rapidement distancés et sans possibilités de réagir. Le 3e descendant n'est désigné que lors de la dernière journée car Wezel Sport s'était bien repris mais il finit par échouer de peu.

### Classement final - Série D
| Rang | Équipe                    | Pts | J  | G  | N  | P  | Bp | Bc | Diff |
| ---- | ------------------------- | --- | -- | -- | -- | -- | -- | -- | ---- |
| 1    | KV KORTRIJK               | 47  | 30 | 20 | 7  | 3  | 70 | 21 | +49  |
| 2    | R. RC Gent                | 43  | 30 | 18 | 7  | 5  | 36 | 17 | +19  |
| 3    | K. FC Duffel              | 43  | 30 | 17 | 9  | 4  | 58 | 20 | +38  |
| 4    | K. FC Eendracht Zele      | 35  | 30 | 15 | 5  | 10 | 35 | 31 | +4   |
| 5    | SK 's Gravenwezel         | 33  | 30 | 13 | 7  | 10 | 45 | 44 | +1   |
| 6    | SK Gullegem               | 31  | 30 | 11 | 9  | 10 | 32 | 33 | -1   |
| 7    | K. FC Torhout             | 30  | 30 | 10 | 10 | 10 | 39 | 40 | -1   |
| 8    | VC Zwevegem Sport         | 28  | 30 | 11 | 6  | 13 | 44 | 46 | -2   |
| 9    | Capellen FC KM            | 28  | 30 | 9  | 10 | 11 | 32 | 31 | +1   |
| 10   | R. US Tournaisienne       | 27  | 30 | 10 | 7  | 13 | 26 | 46 | -20  |
| 11   | K. FC Meulebeke           | 27  | 30 | 8  | 11 | 11 | 26 | 33 | -7   |
| 12   | K. Vereniging CS Ieper    | 26  | 30 | 9  | 8  | 13 | 26 | 35 | -9   |
| 13   | K. Tubantia Borgerhout VK | 24  | 30 | 8  | 8  | 14 | 29 | 39 | -10  |
| 14   | K. FC Poperinge           | 23  | 30 | 9  | 5  | 16 | 37 | 43 | -6   |
| 15   | VV Eendracht Aalter       | 19  | 30 | 7  | 5  | 18 | 26 | 56 | -30  |
| 16   | K. Hoboken SK             | 16  | 30 | 4  | 8  | 18 | 27 | 53 | -26  |

#### Résultats des rencontres – Série D
| Résultats (▼dom., ►ext.)                                   | ALL | TUB | CAP | DUF | KOR | RCG | GRA | GUL | HOB | IEP | MEU | POP | TOR | UST | ZEL | ZWE |
| VV Eendracht Aalter                                        |     | 0-1 | 1-0 | 0-4 | 0-0 | 0-2 | 1-1 | 4-1 | 2-1 | 1-1 | 1-0 | 2-1 | 1-3 | 0-1 | 1-3 | 1-5 |
| K. Tubantia Borgerhout VK                                  | 1-0 |     | 1-1 | 1-1 | 0-4 | 1-2 | 3-4 | 1-1 | 4-0 | 1-2 | 1-1 | 2-1 | 3-0 | 3-0 | 1-0 | 0-1 |
| Cappellen FC KM                                            | 0-0 | 0-0 |     | 0-1 | 0-2 | 0-0 | 1-0 | 1-1 | 1-0 | 3-0 | 0-1 | 2-1 | 2-2 | 0-0 | 4-0 | 7-4 |
| K. FC Duffel                                               | 4-1 | 1-0 | 3-0 |     | 2-1 | 1-1 | 2-0 | 0-0 | 2-0 | 5-0 | 3-1 | 3-0 | 1-1 | 4-0 | 3-0 | 3-0 |
| KV Kortrijk                                                | 6-0 | 5-0 | 4-0 | 1-1 |     | 2-0 | 1-0 | 1-1 | 2-0 | 1-0 | 2-0 | 1-0 | 5-4 | 5-1 | 4-0 | 7-2 |
| R. RC Gent                                                 | 2-0 | 2-0 | 2-1 | 0-0 | 0-1 |     | 3-1 | 1-2 | 0-0 | 2-0 | 1-0 | 3-1 | 0-0 | 2-0 | 1-0 | 1-0 |
| SK 's Gravenwezel                                          | 5-0 | 1-0 | 0-0 | 1-1 | 1-0 | 0-1 |     | 1-2 | 2-2 | 3-2 | 5-2 | 2-1 | 3-0 | 2-3 | 0-0 | 2-1 |
| Gullegem SK                                                | 0-1 | 2-4 | 0-1 | 2-3 | 1-0 | 0-0 | 2-2 |     | 1-0 | 2-2 | 0-3 | 2-1 | 2-1 | 1-0 | 0-1 | 3-0 |
| K. Hoboken SK                                              | 1-1 | 1-1 | 2-2 | 0-2 | 2-5 | 1-2 | 0-2 | 1-2 |     | 2-2 | 0-1 | 2-1 | 2-1 | 2-2 | 2-3 | 0-0 |
| K. Vereniging CS Ieper                                     | 2-0 | 1-0 | 0-0 | 1-1 | 0-0 | 2-1 | 0-1 | 0-1 | 2-0 |     | 4-0 | 0-2 | 1-1 | 0-1 | 0-3 | 1-0 |
| K. FC Meulebeke                                            | 2-0 | 0-0 | 1-0 | 1-1 | 2-2 | 1-2 | 1-3 | 1-0 | 1-0 | 0-0 |     | 2-2 | 0-1 | 1-1 | 0-1 | 1-2 |
| K. FC Poperinge                                            | 6-0 | 1-2 | 1-2 | 1-0 | 1-3 | 1-2 | 1-1 | 2-1 | 2-1 | 0-1 | 0-0 |     | 2-0 | 3-1 | 2-0 | 2-1 |
| K. FC Torhout                                              | 2-0 | 1-1 | 2-1 | 2-1 | 1-2 | 0-0 | 2-3 | 1-0 | 1-2 | 1-0 | 0-0 | 2-0 |     | 0-0 | 3-1 | 2-2 |
| R. US Tournaisienne                                        | 3-2 | 2-0 | 0-4 | 1-0 | 0-0 | 1-0 | 0-2 | 3-1 | 2-3 | 1-0 | 0-0 | 0-0 | 2-4 |     | 1-0 | 0-2 |
| K. FC Eendracht Zele                                       | 1-0 | 1-0 | 1-0 | 2-1 | 1-2 | 1-2 | 3-1 | 1-1 | 2-0 | 1-0 | 1-0 | 4-0 | 0-0 | 2-0 |     | 1-0 |
| VC Zwevegem Sport                                          | 2-1 | 3-1 | 1-0 | 2-3 | 1-1 | 0-1 | 4-1 | 0-0 | 2-0 | 1-2 | 0-2 | 1-1 | 3-1 | 3-0 | 1-1 |     |
| - Victoire à domicile - Match nul - Victoire à l'extérieur |     |     |     |     |     |     |     |     |     |     |     |     |     |     |     |     |

#### Résumé
Le suspense ne dure guère dans cette série où, descendant de Division 3, le KV Kortrijk s'installe aux commandes dès avant la fin du premier tour et creuse ensuite un écart suffisant. Le « matricule 19 » est sacré trois matchs avant la fin. Le RC Gent et le FC Duffel sont les principaux rivaux du favori. Les Gantois obtiennent la deuxième grâce à une victoire de mieux que les Anversois.
La maintien n'est pas le théâtre de grandes empoignades. L'Eendracht Aalter et Poperinge, deux des promus, ainsi qu'Hoboken sont rapidement confinés dans le fond du classement et l'écart grandit rapidement. En fin de parcours un joli baroud de Poperinge jette le doute d'un éventuel retour sur le Tubantia Borgerhout mais une défaite au « Rivierenhof » lors de la 27e journée ruine les espoirs de maintien du « matricule 150 ».

### Tournoi pour désigner le «Champion de Promotion»
Le mini-tournoi organisé pour désigner le « Champion de Promotion » se déroule en deux phases. Les quatre champions s'affrontent lors de « demi-finales aller/retour ». Selon le règlement de l'époque, ni la différence de buts, ni les buts inscrits en déplacement ne sont prépondérants. Si chaque équipe remporte une manche, un barrage est organisé. La finale est prévue en une manche avec un « replay » en cas d'égalité.
| Dates                | Domicile              | Déplacement           | Résultat | Remarques |
| -------------------- | --------------------- | --------------------- | -------- | --------- |
| 30 avril 1972        | K. VV Looi Sport      | R. Stade Waremmien FC | 0-0      |           |
| 7 mai 1972           | R. Stade Waremmien FC | K. VV Looi Sport      | 5-2      |           |
| 1er mai 1972         | Racing Jet Bruxelles  | KV Kortrijk           | 1-1      |           |
| 7 mai 1972           | KV Kortrijk           | Racing Jet Bruxelles  | 3-0      |           |
| 14 mai 1972          | KV Kortrijk           | R. Stade Waremmien FC | 2-1      |           |
| KV Kortrijk champion |                       |                       |          |           |

Précisons que ce mini-tournoi n'a qu'une valeur honorifique et n'influe pas sur la montée. Les quatre champions de série sont promus.

### Tour final des2eclassés
En raison de la fusion entre le K. Lierse SK (matricule 30) et le K. VV Lyra (matricule 52) qui donne naissance au K. Lierse SV (matricule 30), le matricule 52 disparaît. Cela libère une place en Division 3 qui est dévolue au Racing de Gand, vainqueur de ce tour final des 2e.

#### Résultats des rencontres
| Dates         | Terrain de...         | Équipe 1          | Équipe 2          | Résultat | Remarques |
| ------------- | --------------------- | ----------------- | ----------------- | -------- | --------- |
| 30 avril 1972 | US Lessinoise         | R. RC Gent        | R. SC Boussu-Bois | 1-0      |           |
| 30 avril 1972 | R. Stade Waremmien FC | VC Westerlo       | R. UW Ciney       | 2-2      |           |
| 7 mai 1972    | FC Denderzonen Pamel  | R. SC Boussu-Bois | VC Westerlo       | 1-1      |           |
| 7 mai 1972    | FC Overijse           | R. UW Ciney       | R. RC Gent        | 1-2      |           |
| 14 mai 1972   | R. Gosselies Sports   | R. UW Ciney       | R. SC Boussu-Bois | 2-1      |           |
| 14 mai 1972   | Puurs Excelsior FC    | VC Westerlo       | R. R. RC Gent     | 1-3      |           |

#### Classement
| Rang | Équipe            | Pts | J | G | N | P | Bp | Bc | Diff |
| ---- | ----------------- | --- | - | - | - | - | -- | -- | ---- |
| 1    | R. RC Gent        | 6   | 3 | 3 | 0 | 0 | 6  | 2  | +4   |
| 2    | R. UW Ciney       | 3   | 3 | 1 | 1 | 1 | 5  | 5  | 0    |
| 3    | VC Westerlo       | 2   | 3 | 0 | 2 | 1 | 4  | 6  | -2   |
| 4    | R. SC Boussu-Bois | 1   | 3 | 0 | 1 | 2 | 2  | 4  | -2   |

## Récapitulatif de la saison
- Champion A: Racing Jet Bruxelles 2e titre en Promotion (D4)
- Champion B: R. Stade Waremmien FC 3e titre en Promotion (D4)
- Champion C: K. VV Looi Sport 1er titre en Promotion (D4)
- Champion D: KV Kortrijk 2e titre en Promotion (D4) -1er sous l'appellation KV Kortrijk
- Seizième titre de Promotion pour la Province de Brabant
- Huitième titre de Promotion pour la Province de Flandre occidentale
- Dixième titre de Promotion pour la Province de Liège
- Dixième titre de Promotion pour la Province de Limbourg

| Région flamande (0)             | Région flamande (0) | Province de Brabant (0)      | Province de Brabant (0) | Région wallonne (0)    | Région wallonne (0) |
| ------------------------------- | ------------------- | ---------------------------- | ----------------------- | ---------------------- | ------------------- |
| Province d'Anvers               | 0                   | Région de Bruxelles-Capitale | 0                       | Province de Hainaut    | 0                   |
| Province de Flandre-Occidentale | 0                   | Province du Brabant flamand  | 0                       | Province de Liège      | 0                   |
| Province de Flandre-Orientale   | 0                   | Province du Brabant wallon   | 0                       | Province de Luxembourg | 0                   |
| Province de Limbourg            | 0                   |                              |                         | Province de Namur      | 0                   |

1. ↑  Au niveau footballistique, la province de Brabant est toujours unitaire malgré sa partition territoriale en 1995.

### Admission en D3 / Relégation de D3
Les quatre champions (Courtrai, le Racing Jet, Looi Sport et Waremme) sont promus en Division 3, d'où sont relégués Maccabi Anvers, Mouscon, Wavre Sport et Willebroek.
À la suite de la fusion entre le K. Lierse SK (matricule 30) et le K. VV Lyra (matricule 52) qui donne naissance au K. Lierse SV (matricule 30), le matricule 52 disparaît. Cela libère une place en Division 3. Le montant supplémentaire depuis la Promotion est le R. RC Gent.

#### Relégations vers les séries provinciales
12 clubs sont relégués vers le 5e niveau désormais appelé « Première provinciale ».
| Clubs                                                        |   | Provinces                       |
| ------------------------------------------------------------ | - | ------------------------------- |
| K. Wezel Sport FC, K. FC SV Nijlen, K. Hoboken SK            | ⇒ | Province d'Anvers               |
| K. St-Genesius-Rode Sport, Voorwaarts Tienen, R. Uccle Sport | ⇒ | Province de Brabant             |
| K. FC Poperinge                                              | ⇒ | Province de Flandre-Occidentale |
| KV Eendracht Aalter                                          | ⇒ | Province de Flandre-Orientale   |
| R. Gosselies Sports                                          | ⇒ | Province de Hainaut             |
| R. RC Stockay-Warfusée                                       | ⇒ | Province de Liège               |
|                                                              | ⇒ | Province de Limbourg            |
| R. Jeunesse Arlonaise                                        | ⇒ | Province de Luxembourg          |
| R. CS Andennais                                              | ⇒ | Province de Namur               |

#### Montées depuis les séries provinciales
Treize clubs sont admis en « Promotion » (4e niveau) depuis le 5e niveau appelé « Première provinciale ».
Le 13e montant est dû à la fusion entre le K. Lierse SK (matricule 30) et le K. VV Lyra (matricule 52) donnant naissance au K. Lierse SV (matricule 30). La disparition du matricule 52 libère une place dans les séries nationales.
| Provinces                       | Montant                         |
| ------------------------------- | ------------------------------- |
| Province d'Anvers               | K. FC Putte, Retie SK           |
| Province de Brabant             | AS d'Auderghem, FC Liedekerke   |
| Province de Flandre-Occidentale | K. VC Deerlijk Sport            |
| Province de Flandre-Orientale   | K. AV Dendermonde, VC Jong Lede |
| Province de Hainaut             | FC Flénu Sport                  |
| Province de Liège               | R. Aubel FC, R. CS Stavelotain  |
| Province de Limbourg            | SK Bree                         |
| Province de Luxembourg          | R. CS Halanzy                   |
| Province de Namur               | UBS Auvelais                    |

## Débuts en Promotion
2 club ayant déjà évolué en séries nationales joue pour la première fois en Promotion (D4).
- R. RC Tirlemont 42e club brabançon différent à évoluer à ce niveau
- R. FC 1904 Malmundaria 30e club liégeois différent à évoluer à ce niveau

## Débuts en Série nationales
4 clubs différents apparaissent pour la toute première fois de leur Histoire en séries nationales.
- SK 's Gravenwezel 38e club anversois différent à évoluer en Promotion (D4) - 64e en nationale.
- K. FC Poperinge 20e club flandrien occidental différent à évoluer en Promotion (D4) - 31e en nationale.
- VV Eendracht Aalter 25e club flandrien oriental différent à évoluer en Promotion (D4) - 31e en nationale.
- R. Stade Brainois 21e club hennuyer différent à évoluer en Promotion (D4) - 34e en nationale.
- 218 clubs différents sont apparus au 4e niveau des séries nationales.